# Mauna Loa

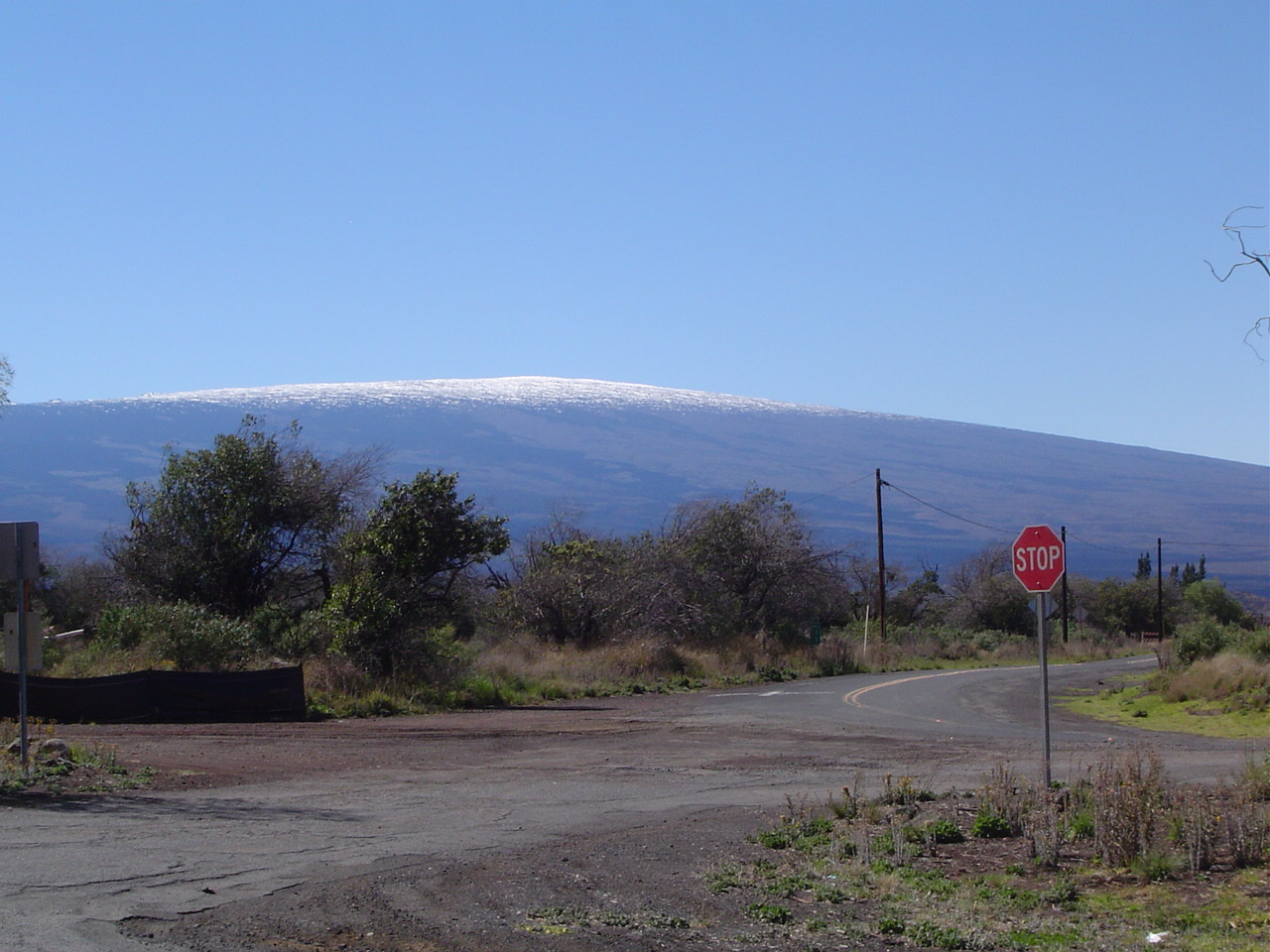
Mauna Loa

Hawaii,USA

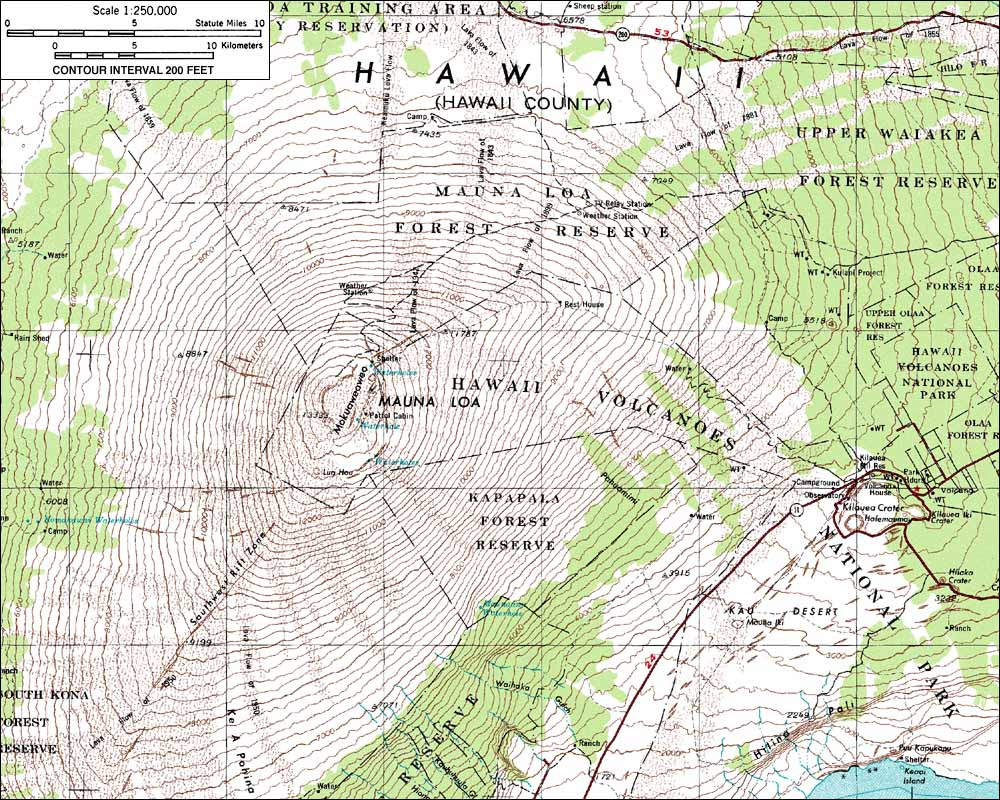
Harta topografica Mauna Loa

Mauna Loa (pronunțat în engleză /ˌmɔːnə ˈloʊ.ə/ sau /ˌmaʊnə ˈloʊ.ə/) este cel mai mare munte de pe Pământ, în cea ce privește volumul și suprafața acoperită; și unul din cei cinci vulcani care formează insulele Hawaii din Stale Unite din Oceanul Pacific. Este un vulcan activ cu un volum estimat de aproape 75.000 km cubi deși vârful său are cu în jur de 38 metri, mai mic decât al vecinului său Mauna Kea. Numele Hawaiian Mauna Loa înseamnă „muntele lung”. Erupțiile de lavă din munții Mauna Loa sunt sărace în silicați și ca urmare sunt foarte fluide, în consecință erupțiile tind să fie neexplozive, iar vulcanul are pante relativ blânde.
Mauna Loa erupe probabil de 700.000 de ani și se pare că ar fi depășit nivelul mării acum 400.000 de ani în urmă, deși rocile cele mai vechi datate nu au mai mult de 200.000 de ani. Magma sa provine din punctul fierbinte al insulelor Hawaii, responsabil pentru crearea lanțului insulelor Hawaii de 1.000.000 ani. Mișcarea în ceață a plăcii Pacificului va deplasa într-un final vulcanul Mauna Loa departe de punctul fierbinte și se va extinde în următorii 500.000 ani.
Erupția cea mai recentă a vulcanului datează din 24 martie 1984 și a ținut până la 15 aprilie 1984, au distrus sate, iar Hilo orașul este construit parțial pe râurile de lavă din ultima parte a secolului al XIX-lea. Mauna Loa este partea care încurajează studierea celor mai periculoși vulcani. Mauna Loa este intens monitorizată de către observatori hawaiani din 1912. Sunt luate observații asupra atmosferei la Mauna Loa Observatory și observații soarelui de la observatorul solar Mauna Loa localizat lângă vârful său. Parcul Național al vulcanilor hawaieni acoperă vârful și partea sud-estică incluzând un vulcan separat Kilauea.

## Structura

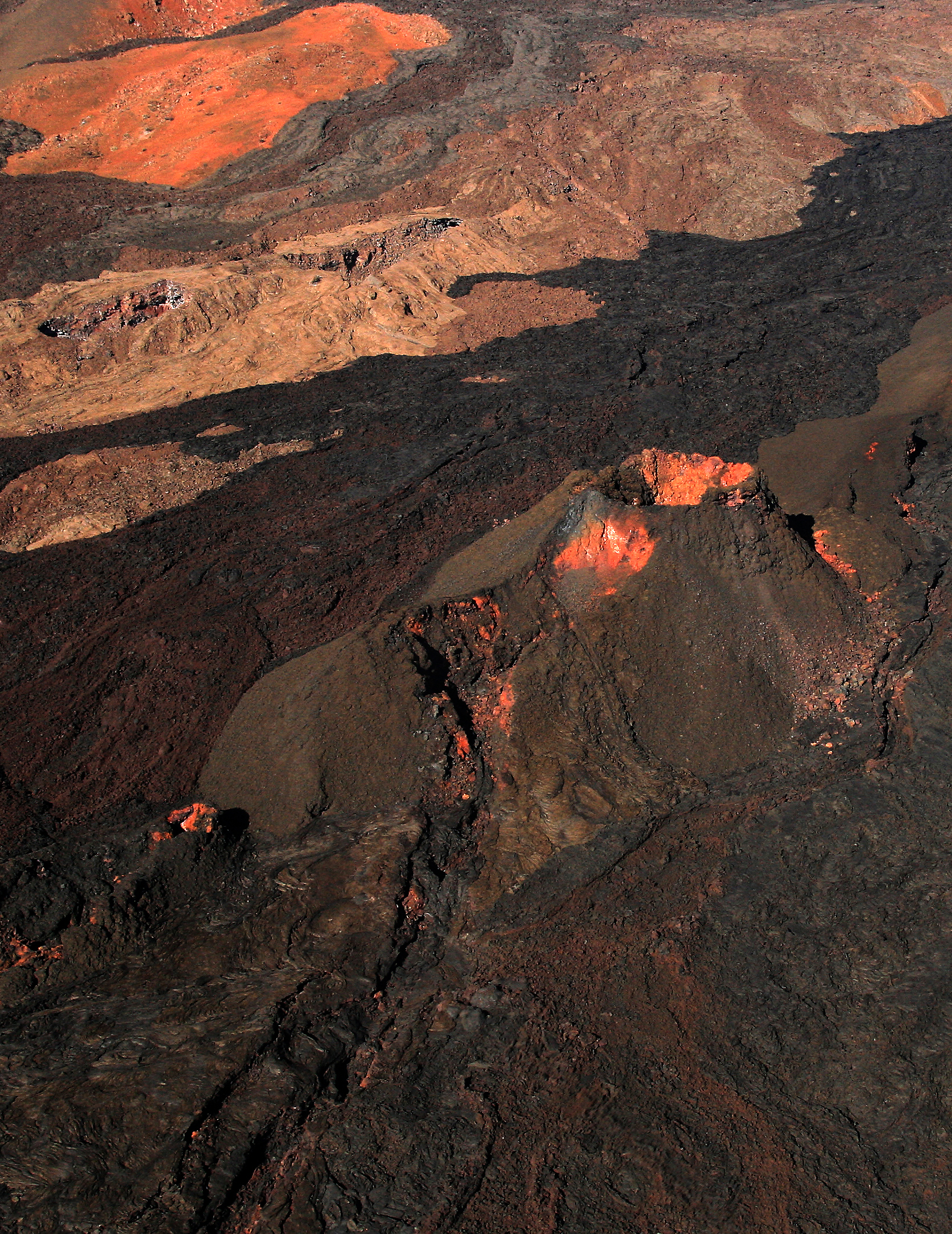
Un con zgura și fluxurile de jur pe Mauna Loa.

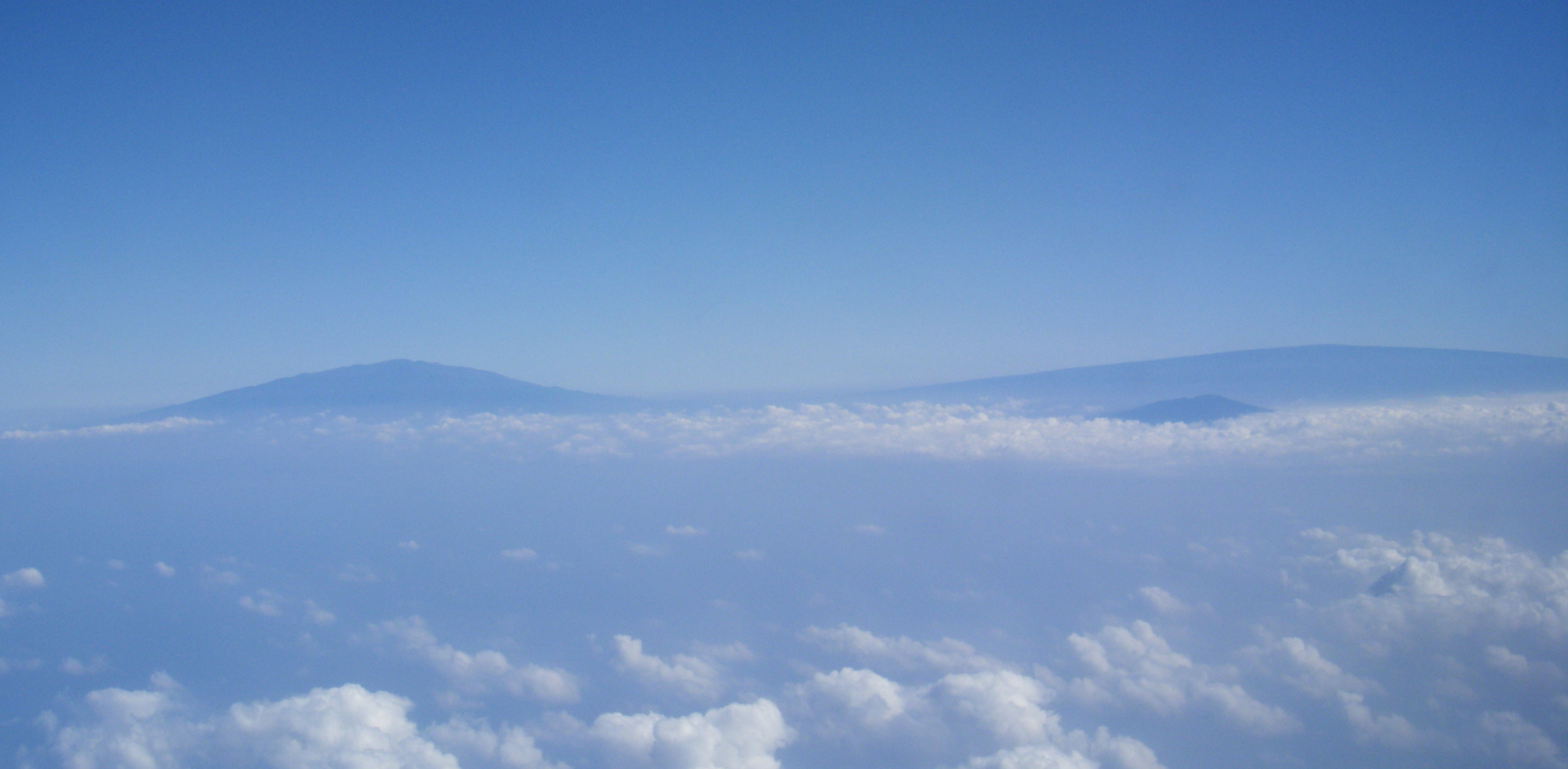
Mauna Kea din stânga, Mauna Loa în spatele Hualalai pe dreapta

Mauna Loa este cel mai mare vulcan al lumii în cea ce privește suprafața.Mauna Loa sculptată ca un scut deoarece lava sa este extrem de fluidă. Erupțiile sunt rareori violente, iar cea mai mare comună este stilul hawaian care implică fântâni de lavă și râuri de lava. De obicei de la începutul unei erupții un rift de câțiva km lungime se formează de-a lungul sau curgând fântâni de lavă intr'o așa numită "Perdea de foc".După câteva zile active devine concentrată normal pe o singură ieșire.  
Erupțiile în general se petrec în 3 regiuni ale muntelui: în vârf și în cele două zone de rift ce se întind spre nord-estul și sud-vestul vârfului. Aproape 38% din erupțiile din ultimi 200 de ani s-au petrecut în vârf 31% în zonă de rift nord-est și 25% in zona de rift sud-vest. Restul de 6% s-au petrecut în zone îndepărtate ale zonelor de rift.Vraful vulcanului Caldera se numește Mokuʻāweoweo și are între 3–5 km în diametru. Caldera s-a format în urmă cu 1000-1500 de ani când a fost marea erupție din zona nord-est care a golit camera magmatică de sub vârf până când s-a prăbușit.
Datele seismice pot scoate la iveală locațiile camerelor magmatice de sub vulcan care denotă activitatea.Undele seismice au scos la iveală o cameră de 3 km sub vârf și alte camere magmatice mai mici sub zonele de rif.
Masele de aer băț de la est la vest deasupra insulelor Hawaiene iar prezența vulcanului Mauna Loa afectează puternic climatul local. Partea estică a vulcanului este scăldată în ploi puternice, iar orașul Hilo este cel mai ploios din Statele Unite.Partea vestică are în schimb un climat mai uscat,cantitatea de precipitații scade,iar cerul de multe ori este văzut clar. Temperatura foarte scăzută arată faptul că precipitațiile se petrec deseori sub formă de zăpada, iar vârful muntelui Mauna Loa este descris la o regine periglaciara unde înghețul și dezghețul joacă un rol important în modelarea peisajului.

## Mokuʻāweoweo

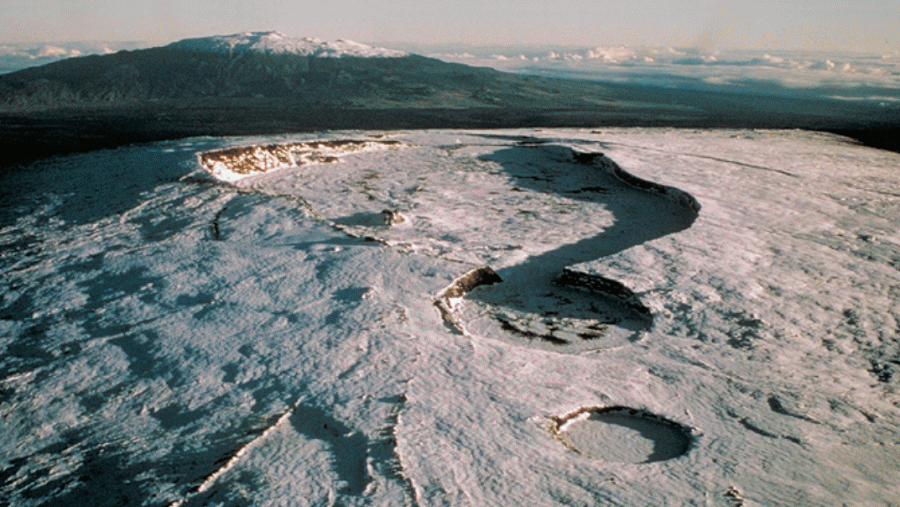
Summit-ul acoperit cu zăpadă.

Mokuʻāweoweo este liniștit din 1984.Numele craterului este derivat din āweowe,un peste roșu cu ochi mari hawaian pe denumirea lui Princanthus meeki,datorită asemănări focurilor din timpul erupției au culoarea peștelui.Principală dimensiune ovală are 4800 metri lungime și 2400 metri lățime,două cratere laterale ,parțial în contact cu principalul sunt cunoscute sub numele de vârful Nordic și vaeful Sudic (North Pit and South Pit).În partea de sud-vest a crateri mai sunt două cratere mici:Luă Hou și Luă Hohonu.
Mokuʻāweoweo este acum parte din zonă Wilderness Hawaii vulcanii, din Wilderness US Național Sistem.

## Geologie si istorie

### Origine
Mauna Loa a început să erupă între 700.000 și 1.000.000 ani în urmă s'a intensificat de atunci.Că toate insulele Hawaiene își are originile în punctul fierbine hawaian,magmă ridicandu-se din adâncurile matalei.Punctul fierbine rămâne într-o poziție fixă în timp ce placa pacifică se mișcă cu aproape 10 cm pe an. Prin țâșnirea magmei fierbinți fiecare vulcan erupe cu câteva milioane de ani înainte că placă să-l indeparteza de magmă.Punctul fierbinte există de cel puțin 80 milioane de ani,iar cercul de foc al Pacificului se întinde pe 5800 km în jurul punctului fierbinte.În prezent punctul fierbinte alimentează acțiunea a 5 vulcani: Mauna Loa, Kilauea, Hualalai, Haleakala și Lo'ihi un vulcan submarin în sudul insulei Big și cel mai tânăr vulcan Hawaian. Mauna Loa este cel mai mare dintre aceștia deși, Kilauea este cel cu cea mai intensă activitate vulcanica.  

### Erupții preistorice

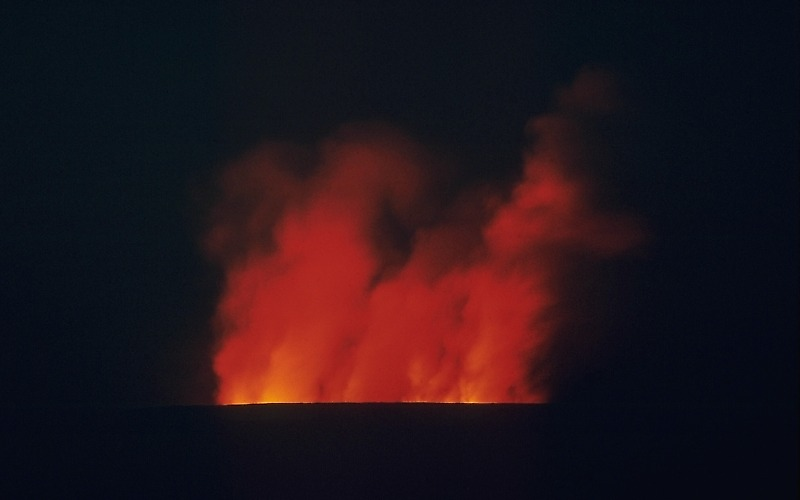
Mauna Loa, eruptia din 1984.

Erupțiile preistorice au fost analizate prin fragmente de cărbune găsite sub râurile de lavă. Acțiunea preistorică a muntelui este probabilă cea mai cunoscută vulcanului. Au fost identificate două cicluri de erupții fiecare durând între 1500-2000 de ani. Această ciclicitate este unică pentru Mauna Loa, dintre vulcanii Hawaieni. Datele arată că, cu 7000-6000 de ani în urmă Mauna Loa a fost inactiv. Această încetare în acțiune este necunoscută.

## Explorări

### Preistoria
Drumul Ainapo a fost stabilit în timpuri preistorice pornind din satul Kapapala, de la peste 3400m altitudine cu o lungime de 56 km. Deși cea mai accesibilă și mai activă calderă, Kilauea era locul ales pentru a o onora pe zeița focului Pele. Se făceau de asemenea și pe Mokuʻāweoweo ofrande și rugăciuni în timpul erupțiilor.

### John Ledyard
John Ledyard a condus o echipă în încercarea de a urcă în ianuarie 1779 în a treia cetățenie a căpitanului James Cook. Ei s-au chinuit să plece direct din Kealakekua Bay, dar s-au întors după aproximativ 39 km,gandindu'se că mai au 18 km de parcurs. Vârful era de fapt la 32 de km de coastă.

### Archibald Menzies
Archibald Menzies a condus o parte din expediția Vancouver, primul succes de pe Mokuʻāweoweo. El de asemenea a încercat o rută directă dinspre vest și s-a întors în februarie 1793. După sosire, în anul următor a urcat vârful Hualalai pe partea de nord-vest a insulei, apoi el a încercat să traverseze platoul interior către Mauna Loa, dar a trebuit să se intoarcă. Atunci el s-a consultat cu regele Kamehameha I și a fost uimit să afle că nu putea să ducă bărci către sud, caz in care a trebuit să urmărească ruta cunoscută cu numele de Ancient Hawaiians.

### Alții
În 29 ianuarie 1834, 40 de ani mai târziu alt european. David Douglas, a atins vârful folosind drumul Ainapo. Câteodată este menționat faptul că misionarul Joseph Goodrich a atins vârful în aceași perioadă,dar niciodată nu a susținut acest lucru.El a urcat Mauna Kea și a descris priveliștea de pe Mokuʻāweoweo printr'un telescop. Isidor Lowenstern a urcat cu succes Mauna Loa în februarie 1839,a treia mare urcare cu succes în 60 de ani.

### Expeditia Wilkes

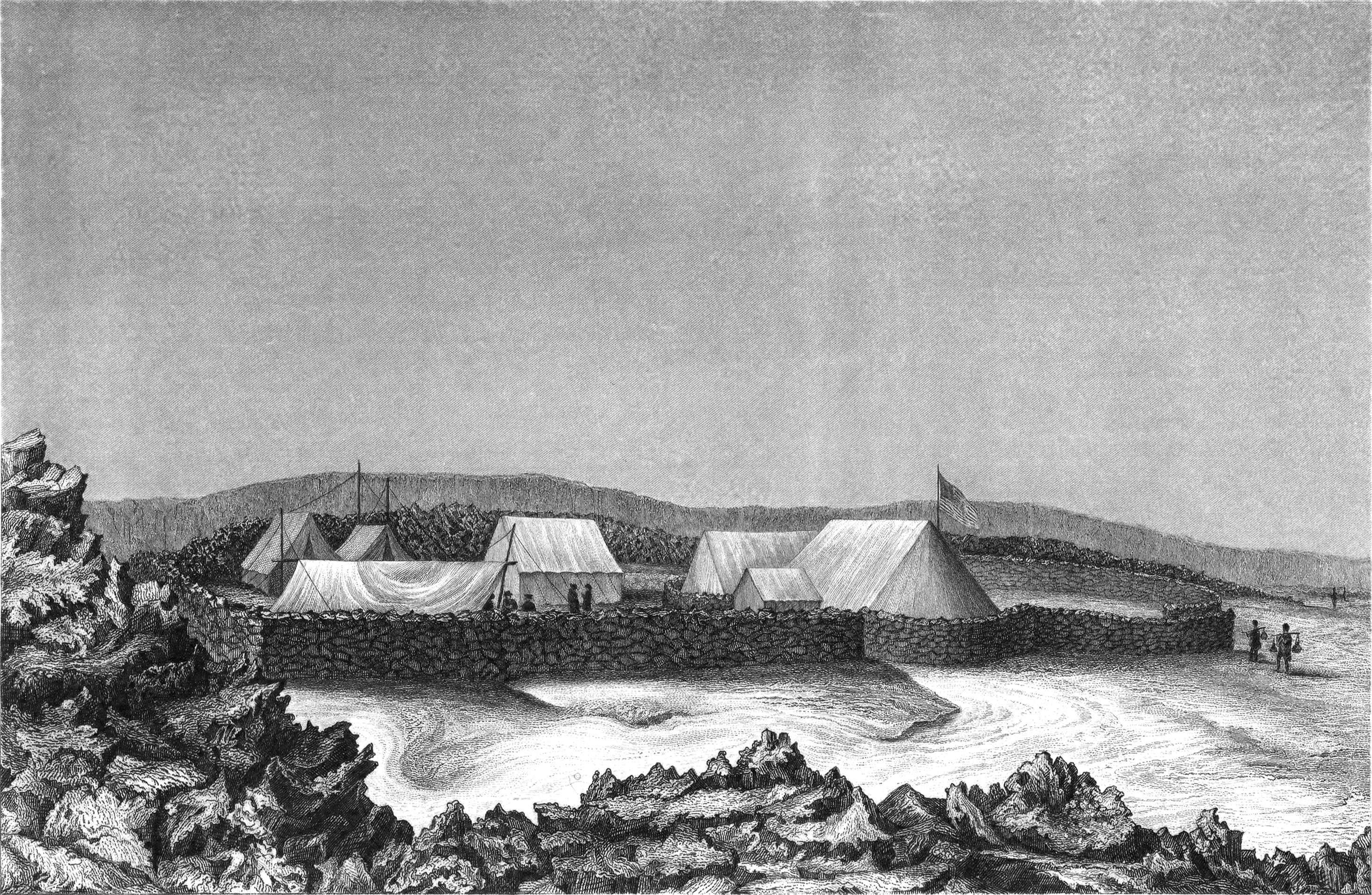
Schița de navei artist Alfred Thomas Agate.

Langa orsul: Hilo, Hawaii.

Expediția de explorare a Statelor Unite condusă de Charles Wilkesa fost însărcinată cu o cercetare în Oceanul Pacific în 1838. În septembrie 1840 a ajuns în Honolulu, unde reparațiile navelor au durat mai mult decât se preciză. El s'a decis să petreacă iarnă în Hawai și să aibă posibilitatea de a explora vulcanul așteptând între timp vremea mai bună pentru a continuă expediția.
Wilkes a navigat către orașul Hilo din insula Hawai'i și a decis să urce întâi pe Mauna Loa deoarece i se părea mai ușor decât pe Mauna Kea. În 14 decembrie el a angajat aproximativ 200 de hamalai,dar după ce s'a pornit a realizat că doar jumătate din echipament a fost luat așa că trebuie să se întoarcă să angajeze mai mulți hawaieni la un preț mai mare.După două zile când au ajuns în Kilauea ghidul Puhano s-a îndreptat către drumul Ainapo.Wilkes nu a vrut să se întoarcă așa că și-a creat propriul drum prin pădurea deasă ghidat de o busolă. Hawaieni au fost infansati de pierderea de copaci.La 180 metri altitudine ei și-au stabilit o tabără numită"popasul de drum la margine păduri". Li s-au alăturat două gărzi la"Sunday Station". Keaweehu era poreclit "vânătorul de păsări" și altul ai cărui nume Hawaian nu este înregistrat numit "ragsdale".
Deși Wilkes a crezut că era apropae la vârf ,ghizi știau că erau la mai puțin de jumate din drum.Din moment ce nu era la"Sunday station"hamali au fost trimiși înapoi ,la un tub de lavă despre drumul Ainapo,care avea rezervație cunoscută.După o zi întreagă de realimentare ei au continuat către o a două tabără pe care au numit'o "Recruiting Station",la 2700 m altitudine.După o altă zii întreagă de urcat ei au stabilit stația steagului pe 22 decembrie și pe vremea acea ajunse'se deja pe drumul Ainapo.Majoritatea hamalilor au fost trimiși înapoi să aducă altă încărcătură la stația steagului Wilkes și cei 8 oameni care au rămas au construit un perete circular din pietre de lavă și au acoperit adăpostul cu un cort.O furtună era în dezlănțuire și câțiva oamenii au suferit de înălțime.În acea noapte zăpada de pe acoperisul cortului i'a căzut prăbușire.La lumina zilei câțiva oameni din grup au mers jos pe poteca să caute lemne pentru foc și mecanismele abandonate pe poteca cu o zi înainte.După o altă zii de căutare 9 oameni au ajuns pe marginea Moku.Ei nu au putut să găsească drumu în jos,altfel încât au ales un loc pe margine pentru a construi o tabără la coordonatele 19 grade 27'59"N 155grade34'54"W. Ziua următoare ei nu au putut aprinde focul folosind friptiuree datorită aerului slab la acea altitudine și au trimis după chibrituri.Pe atunci ofițeri năvăli și hawaieni nu puteau să fie de acord cu continuarea astfel încât au fost trimiși de pe nave marinari și navigatori.
Pe 31 decembrie 1840 au ansamblat o casă de prefabricate pentru a se proteja de vânturile puternice și zăpada care suflă.  
Luni în 11 Ianurie Wilkes s'a urcat în jurul craterului flosind o metodă optică.

### In prezent
In prezent un adapost in varf a fost construit cu cateva pietre din tabara Wilkes in si molter,in 1934.In 1916 Mokuʻāweoweo a fost inclus in parcul national a vulcanilor Hanaweni si un nou drum a fost construit direct in centrul parcului catre Kilauea,o ruta mai directa de ce'a pe care o urmase Wilkes.Acest drum in care atingi varful dinspre este dealul Rosu,a devenit ruta preferata datorita accesului usor si pantelor.Dupa ce nu a mai fost isroricul drum Ainapo a fost redeschis in ani 90 a treia ruta directa catre varful dinspre drumul Saddle Road,catre catre observatorul Mauna Loa localizat la o altitudine de 3.394 m la cateva mile nordice de Mokuʻāweoweo.

## Istoria erupțiilor

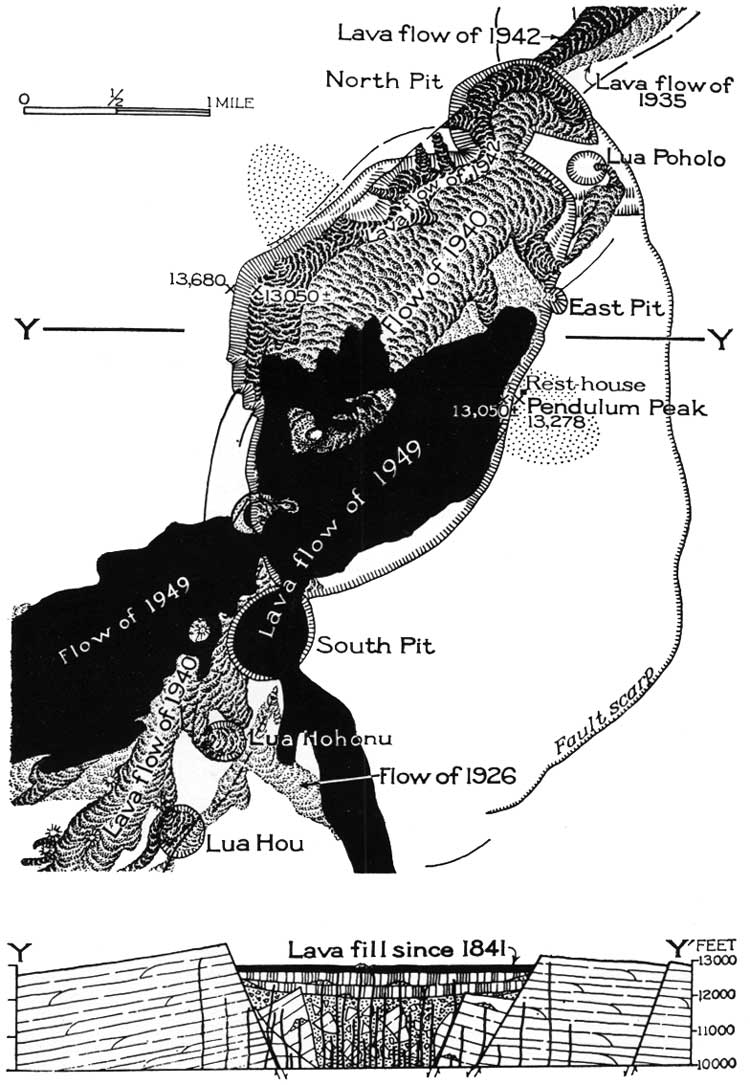
Fluxurile de lava 1926 - 1950 (de la Stears HT și Macdonald GA, Hawaiian Volcano Observatory)

Deși Ancient Hawaii au asistat la erupții pentru multe secole, există evidente scrise doar pentru erupții care au avut loc de la începutul secolului 19.  Prima erupție a avut loc în 1832, și de atunci 32 erupții au fost documentate.
Modelul este tipic pentru o erupție să înceapă de la Mokuʻāweoweo, apoi trece la un focal aerisirilor mai mici de pe una din zonele fisură.  Deseori, o erupție majoră este precedată de un eveniment mai mici, care se limitează la Mokuʻāweoweo, un an sau mai mult înainte de cea mai mare.  Acesta din urmă a avut loc în 1880, 1940 și 1949, înainte de erupții masive flancul de 1881, 1942 și 1950.  În total, aceste erupții au acoperit peste 310 de mile pătrate (800 km 2) din vulcan lui flancurile opțiunile Cu fluxurile de lavă.  De obicei, erupții au fost scurte, dar intense, cu 0.06 la 0.12 miles cubi (0.25 - 0.5 km A³) de lavă izbucnit peste câteva săptămâni.
Erupțiilor mai proeminent istoric din Mauna Loa, cu fluxuri de lavă extinse în zonele forestiere și agricole, au fost în 1855, 1881, 1935, 1942 și 1950, în zonă de nord-est ruptură, 1887, 1907, 1916, 1919, 1926, și 1950 privind ruptură zonă de sud-vest, iar radial 1859 aerisire erupție.
O erupție din 1935 să îndreptat spre orașul Hiloa condus la un loc de muncă neobișnuit de putere aer.  Cinci bombardiere de 23d și 72d escadrile Bombardament al United States Air Force au lansat bombe în calea de lavă, în scopul de a se distrage departe de Hilo.  erupție a oprit șase zile mai târziu. Primul debit extinsă 24 km (15 mi) de aerisire de la 2.800 de metri (9200 ft), ridicarea la ocean, în doar trei ore în timpul nopții, și un flux de secunde înainte de ivirea zorilor tăie rută de evacuare pentru oamenii din sat de ho okena. erupție în cele din urmă să axat pe un flux mai departe spre sud, care a ajuns de asemenea la ocean.
La data de 25 martie 1984 o erupție a început: o erupție summit mic a fost urmată de un flanc flux de lavă mai mari, care a amenințat Hilo. fisuri deschise la nord-vest și sud-est, de la summit-ul până la 9500 de picioare (2.900 m) deasupra nivelului mării.  Fluxurile de la această erupție condus rapid către Hilo din nou, dar să oprit aproximativ 2,5 mile (4.0 km) de la periferia atunci când erupția să încheiat după trei săptămâni.  
Începând din 2009, Mauna Loa a fost inactiv timp de peste 25 de ani, de cea mai lungă perioadă de acalmie în istorie.

### Activitati curente

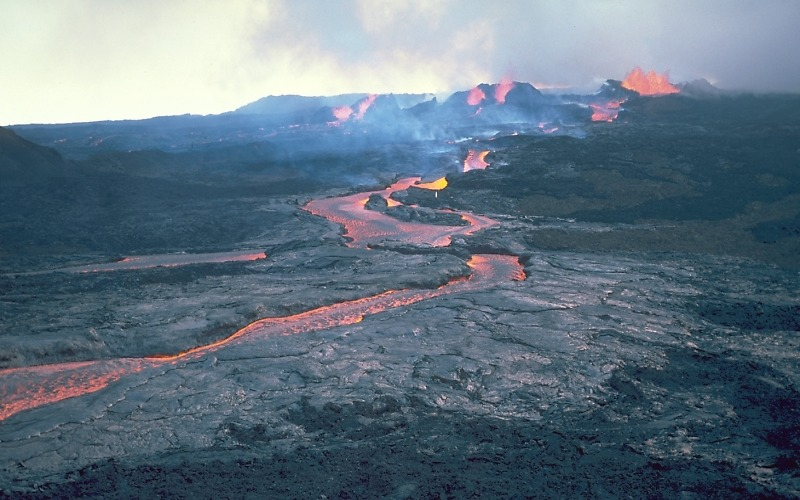
Fântânile de Lava aduc flux de lavă in martie 1984.

În anul 2002 activitatea seismică , care au fost scăzute, a crescut, iar inflata a început brusc, iar zidurile calderă început să se deplaseze în afară de la 2 inci (5 cm) pe an.  Acest lucru este considerat a indică faptul că magmă se umple un rezervor de aproximativ 3,1 mile (5.0 km) sub summit-ului.  Inflația a fost intermitență, uneori încetinirea, și, uneori, de oprire timp de câteva săptămâni.  Până în prezent, deși, a avut întotdeauna repornit, iar acest lucru este posibil pentru a indică o probabilitate crescută a unei erupții în următorii câțiva ani.
În iulie 2004, un roi de cutremure profunde a început, și a continuat până la sfârșitul anului.Cutremurele au fost detectate la o rată de una pe zi pentru primele trei săptămâni, o creștere constanța în ultimele luni după data de 15 sau cam așa ceva pe zi, până la sfârșitul anului.  Roi încheiat în decembrie 2004, iar nivelurile de cutremur au fost ridicate doar moderat de atunci. 

## Relația cu Kilauea

Diagramă care să arate vulcani care formează Insula Mare din Hawaii.

Kialauea se află pe flancul sudic al Mauna Loa și a fost inițial gândit a fi un satelit de aerisire pentru Mauna Loa.Cu toate acestea, diferențele chimice dintre lava din doi vulcani arată că acestea au camere separate superficială magmă.  Ele sunt considerate acum vulcani separati.  Cu toate acestea, modele de activitate la doi vulcani nu păr a fi corelate.
Relația mai aparentă între doi munți este că, în general, perioadele de activitate frecvențe la un vulcan coincid cu perioadele de activitate redusă la celălalt.  De exemplu, între 1934 și 1952, a fost Kilauea latente și doar Mauna Loa a fost activ, în timp ce 1952 - 1974, numai Kilauea a fost activă în timp ce Mauna Loa a rămas nefolosită.
Erupția din 1984 la Mauna Loa a început în timpul unei erupții la Kilauea, dar nu a avut nici un efect vizibil asupra erupției Kilauea.  Ocazional, deși, erupții la un vulcan nu păr să influențeze activitatea la celălalt.  Inflația recentă a summit-ului Mauna Loa a început în aceeași zi că un mare flux de lavă noi izbucnit la Kilauea lui u Pu o o crater.  Geologii au sugerat că un "puls" de magmă care intră Loa lui profundă sistem sanitare Mauna ar putea avea presiune crescută în interiorul Kilauea și a declanșat erupția.

## Riscuri
Eruptile vulcanice din Hawaii rareori cauzează victime: numai din cauza fatalitate a vulcanilor acolo activitatea în ultimele secole avut loc la Kilauea în 1924, atunci când un neobișnuit de erupție au aruncat cu pietre în spectatori, omorând o femeie. Cu toate acestea, pagube materiale este comună .  Mauna Loa este vulcanul Deceniului , ceea ce înseamnă că a fost identificat că fiind demn de cercetare special în lumina de frecvențe erupții sale și apropierea de zonele populate.  Multe orașe și sate din apropierea vulcanului sunt construite pe lavă care a erupt în ultimele două sute de ani, și există o probabilitate foarte puternic, care erupții viitoare vor cauza daune în zonele populate.

### Lava fluxurilor

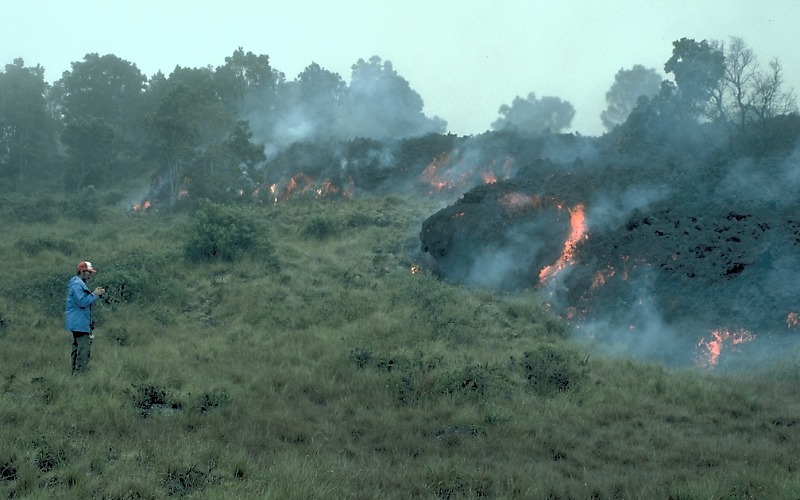
Lava fluxului depășeste vegetatia în timpul eruptiei din 1984.

Pericolul principal la Mauna Loa sunt fluxurile de lavă. Cele mai multe fluxuri de avans la mersul pe jos cu privire la ritmul și pericolul mic cadou pentru viață umană, dar erupții la Mauna Loa poate fi mai intense decât cele de la Kilauea, de exemplu, erupția 1984 emise sub formă de lavă mult în trei săptămâni, că erupția curent Kilauea lui produce în trei ani . Aceste rațe ridicate de emisie poate genera se mișcă foarte repede fluxurilor comparativ.
Două erupții ale lui Mauna Loa au distrus satele.  În 1926, satul de Ho și ōpūloa Makai a fost invadată de lavă. În 1950, erupția cel mai voluminos văzut vreodată la Mauna Loa trimis lavă fluxurilor de curse spre mare.  Satul de Ho okena Mauka a fost distrus la 02 iunie 1950 de fluxurile de avansarea.  Hilo este parțial construit pe lavă de la erupția 1880-1881 și este în pericol de fluxurile de lavă în continuare.  Brief dar intens 1984 erupție văzut fluxul de lavă spre Hilo, dar nu au ajuns nici clădirile, atunci când erupția oprit.

### Colapsul flancului
Un pericol mai rar, dar potențial mai mare de la Mauna Loa este posibilitatea de o prăbușire bruscă a masivului din flancurile vulcanului.  Deep defecte permite porțiuni mari din părți de munți Hawaiian treptat să alunece în jos, a cunoscut cel mai bun exemplu fiind Tasare Hilina .(Există, de asemenea exemplu mai vechi de Hills Ninole). Ocazional, un cutremur de mare poate declanșă un colaps al flancului, crearea unei masive alunecări de teren care poate declanșă un tsunami .Kealakekua Bay , pe versantul vestic din Mauna Loa, a fost creat de o astfel de eveniment.  Submarin topografie a dezvăluit numeroase alunecări de teren de-a lungul lanțului de Hawaiian și două tsunami gigant sunt cunoscute au avut loc: 200.000 de ani în urmă, Moloka am experimentat o 246 de picioare (75 m) tsunami, și 100.000 de ani în urmă, o megatsunami 1066 picioare (325 m) mare a lovit Lanai.
Un exemplu recent a riscurilor asociate cu scăderi a avut loc în 1975, când să mutat Tasare Hilina brusc înainte de câțiva metri. O magnitudine 7.2 cutremur rezultat care a provocat un mic tsunami , cu o înălțime a valurilor de câțiva metri, omorând doi rulote la Halape.

## Monitorizare

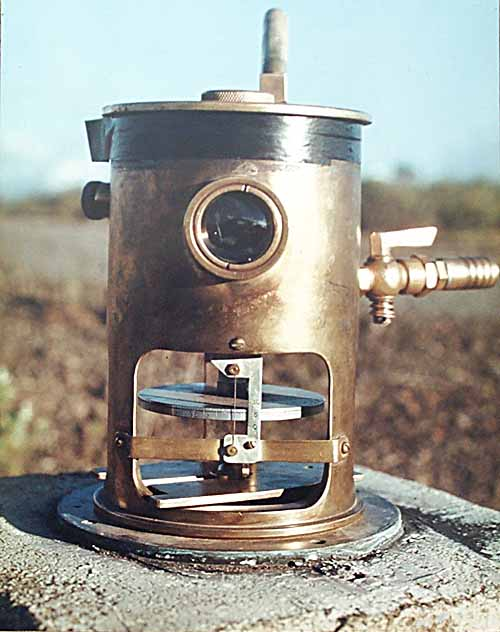
O tiltmeter pe Mauna Loa, folosite pentru a prezice erupțiile de masurare a schimbarilor foarte mici în profilul de munte.

Mauna Loa este un vulcan intens monitorizate.  The Hawaiian Vulcanul Observatorul (HVO) a fost înființat în 1912 pentru a observă vulcanii din Hawaii, iar HVO a dezvoltat mai multe tehnici pentru a ajută la prevadă, atunci când erupții la Mauna Loa și alte vulcani sunt iminente.
Una dintre cele mai importante instrumente este seismometry.  Mai mult de 60 de seismometre în jurul Insulă Mare a permite oamenilor de știință pentru a măsură intensitățile și locațiile de sute de cutremure mici în fiecare săptămâna.  Cutremurele pot începe să crească de ani înainte de o erupție de fapt, începe: 1975 și 1984, erupții au fost ambele precedate de una la doi ani de activitate seismică a crescut la adâncimi de mai puțin de 8 mile (13 km).
Un alt tip de activitate seismică are loc în orele care preced unei erupții.  Așa-numită tremor armonică este un continuu "huruit", care contrastează cu activitatea seismică normală de șocuri bruște și este considerat a fi cauzate de mișcarea rapidă a subteran magmă.  tremor vulcanice indică în mod normal, o erupție iminent, deși poate fi, de asemenea, cauzate de intruziunile superficial de magmă care nu ajung la suprafața.
Un alt indicator important a ceea ce se întâmplă în subteran este formă de munte.Tiltmeters. măsură foarte mici modificări în profilul de munte, și măsurile de echipamente sensibile distante între punctele de pe munte.  Că magmă umple rezervoarele de mică adâncime de mai jos zonele de summit-ul și ruptură, munte umflă.  O linie de studiu din întreagă calderă măsurat un 3-inch (76 mm), în creștere lățimea sale în cursul anului precedent erupția 1975 și o creștere similară, înainte de erupția din 1984.

## Clima
| Date climatice pentru Mauna Loa slope observatory (1961–1990) | Date climatice pentru Mauna Loa slope observatory (1961–1990) | Date climatice pentru Mauna Loa slope observatory (1961–1990) | Date climatice pentru Mauna Loa slope observatory (1961–1990) | Date climatice pentru Mauna Loa slope observatory (1961–1990) | Date climatice pentru Mauna Loa slope observatory (1961–1990) | Date climatice pentru Mauna Loa slope observatory (1961–1990) | Date climatice pentru Mauna Loa slope observatory (1961–1990) | Date climatice pentru Mauna Loa slope observatory (1961–1990) | Date climatice pentru Mauna Loa slope observatory (1961–1990) | Date climatice pentru Mauna Loa slope observatory (1961–1990) | Date climatice pentru Mauna Loa slope observatory (1961–1990) | Date climatice pentru Mauna Loa slope observatory (1961–1990) | Date climatice pentru Mauna Loa slope observatory (1961–1990) |
| Luna                                                          | Ian                                                           | Feb                                                           | Mar                                                           | Apr                                                           | Mai                                                           | Iun                                                           | Iul                                                           | Aug                                                           | Sep                                                           | Oct                                                           | Nov                                                           | Dec                                                           | Anual                                                         |
| ------------------------------------------------------------- | ------------------------------------------------------------- | ------------------------------------------------------------- | ------------------------------------------------------------- | ------------------------------------------------------------- | ------------------------------------------------------------- | ------------------------------------------------------------- | ------------------------------------------------------------- | ------------------------------------------------------------- | ------------------------------------------------------------- | ------------------------------------------------------------- | ------------------------------------------------------------- | ------------------------------------------------------------- | ------------------------------------------------------------- |
| Maxima istorică °F (°C)                                       | 67 (19)                                                       | 85 (29)                                                       | 65 (18)                                                       | 67 (19)                                                       | 68 (20)                                                       | 71 (22)                                                       | 70 (21)                                                       | 68 (20)                                                       | 67 (19)                                                       | 66 (19)                                                       | 65 (18)                                                       | 67 (19)                                                       | 85 (29)                                                       |
| Maxima medie °F (°C)                                          | 49.8 (9,9)                                                    | 49.6 (9,8)                                                    | 50.2 (10,1)                                                   | 51.8 (11)                                                     | 53.9 (12,2)                                                   | 57.2 (14)                                                     | 56.4 (13,6)                                                   | 56.3 (13,5)                                                   | 55.8 (13,2)                                                   | 54.7 (12,6)                                                   | 52.6 (11,4)                                                   | 50.6 (10,3)                                                   | 53,24 (11,8)                                                  |
| Minima medie °F (°C)                                          | 33.3 (0,7)                                                    | 32.9 (0,5)                                                    | 33.2 (0,7)                                                    | 34.6 (1,4)                                                    | 36.6 (2,6)                                                    | 39.4 (4,1)                                                    | 38.8 (3,8)                                                    | 38.9 (3,8)                                                    | 38.5 (3,6)                                                    | 37.8 (3,2)                                                    | 36.2 (2,3)                                                    | 34.3 (1,3)                                                    | 36,21 (2,34)                                                  |
| Minima istorică °F (°C)                                       | 19 (−7)                                                       | 18 (−8)                                                       | 20 (−7)                                                       | 24 (−4)                                                       | 27 (−3)                                                       | 28 (−2)                                                       | 26 (−3)                                                       | 28 (−2)                                                       | 29 (−2)                                                       | 27 (−3)                                                       | 25 (−4)                                                       | 22 (−6)                                                       | 18 (−8)                                                       |
| Precipitații inches (mm)                                      | 2.3 (58)                                                      | 1.5 (38)                                                      | 1.7 (43)                                                      | 1.3 (33)                                                      | 1.0 (25)                                                      | 0.5 (13)                                                      | 1.1 (28)                                                      | 1.5 (38)                                                      | 1.3 (33)                                                      | 1.1 (28)                                                      | 1.7 (43)                                                      | 2.0 (51)                                                      | 17 (432)                                                      |
| Zăpadă inches (cm)                                            | 0.0 (0)                                                       | 1.0 (2.5)                                                     | 0.3 (0.8)                                                     | 1.3 (3.3)                                                     | 0.0 (0)                                                       | 0.0 (0)                                                       | 0.0 (0)                                                       | 0.0 (0)                                                       | 0.0 (0)                                                       | 0.0 (0)                                                       | 0.0 (0)                                                       | 1.0 (2.5)                                                     | 3,6 (9,1)                                                     |
| Nr. de zile cu precipitații (≥ 0.01 inch)                     | 4                                                             | 5                                                             | 6                                                             | 5                                                             | 4                                                             | 3                                                             | 4                                                             | 5                                                             | 5                                                             | 5                                                             | 5                                                             | 4                                                             | 55                                                            |
| Sursă: NOAA                                                   |                                                               |                                                               |                                                               |                                                               |                                                               |                                                               |                                                               |                                                               |                                                               |                                                               |                                                               |                                                               |                                                               |

## Observatoare

Concentrația atmosferică de CO2 măsurată la Mauna Loa Observatorul.

Locația Maunei Loa a făcut o importantă locație pentru monitorizările de către atmosferile globale  și alte observații științifice. Observatorul Solar Mauna Loa (MLSO), situat la 11,155 picioare (3.400 m), pe versantul nordic al muntelui, a fost mult timp proeminent în observațiile de Soare. NOAA (MLO) este situat în apropiere. Din locația sa mult deasupra influențelor locale generate de oameni, MLO monitorizează atmosfera globală, inclusiv dioxidul de carbon ca gaz cu efect de seră. Măsurătorile sunt ajustate pentru a ține seama de degajarea locală de CO2 din vulcan.
Matricea Yuan-Tseh Lee pentru anizotropie de fundal cu microunde (AMiBA) se află la o altitudine de 11.155 picioare (3.400 m). A fost înființată în octombrie 2006 de Institutul de Astronomie și Astrofizică Academia Sinica (ASIAA) pentru a examina radiația cosmică de fond cu microunde.